# Somanga
Somanga (während der deutschen Kolonialzeit Ssamanga) ist eine Stadt im Osten von Tanzania. Sie liegt in der Gemeinde Kinjumbi im Distrikt Kilwa, der ein Teil der Region Lindi ist. Somanga liegt unmittelbar an der Küste des Indischen Ozeans im äußersten Norden der Region.

## Geschichtliches
Während der deutschen Kolonialzeit war es in dieser Gegend Ende Juli 1905 zu größeren Unruhen gekommen und der Maji-Maji-Aufstand brach aus. Das deutsche Gouvernement erhielt am 1. August 1905 von den Ereignissen Kenntnis und entsandte Unterstützung durch den Kleinen Kreuzer Bussard mit Major Kurt Johannes als Kommandierenden. In den folgenden Tagen landeten von der Bussard aus mehrfach Detachements der Marine bzw. der kaiserlichen Schutztruppe an der Küste an, um die Küstenstationen zu schützen und die Aufständischen zu bekämpfen, so auch in Ssamanga. Der Aufstand brach dann bis Mitte 1908 zusammen.

## Wirtschaft
Ca. 5 Kilometer südlich des Ortes liegt heute die Somanga Thermal Power Station, ein 7,5 MW (10.100 PS) erdgasbetriebenes Kraftwerk zur Stromerzeugung, das von der Firma Tanesco betrieben wird.